# Ferdinand Weerth

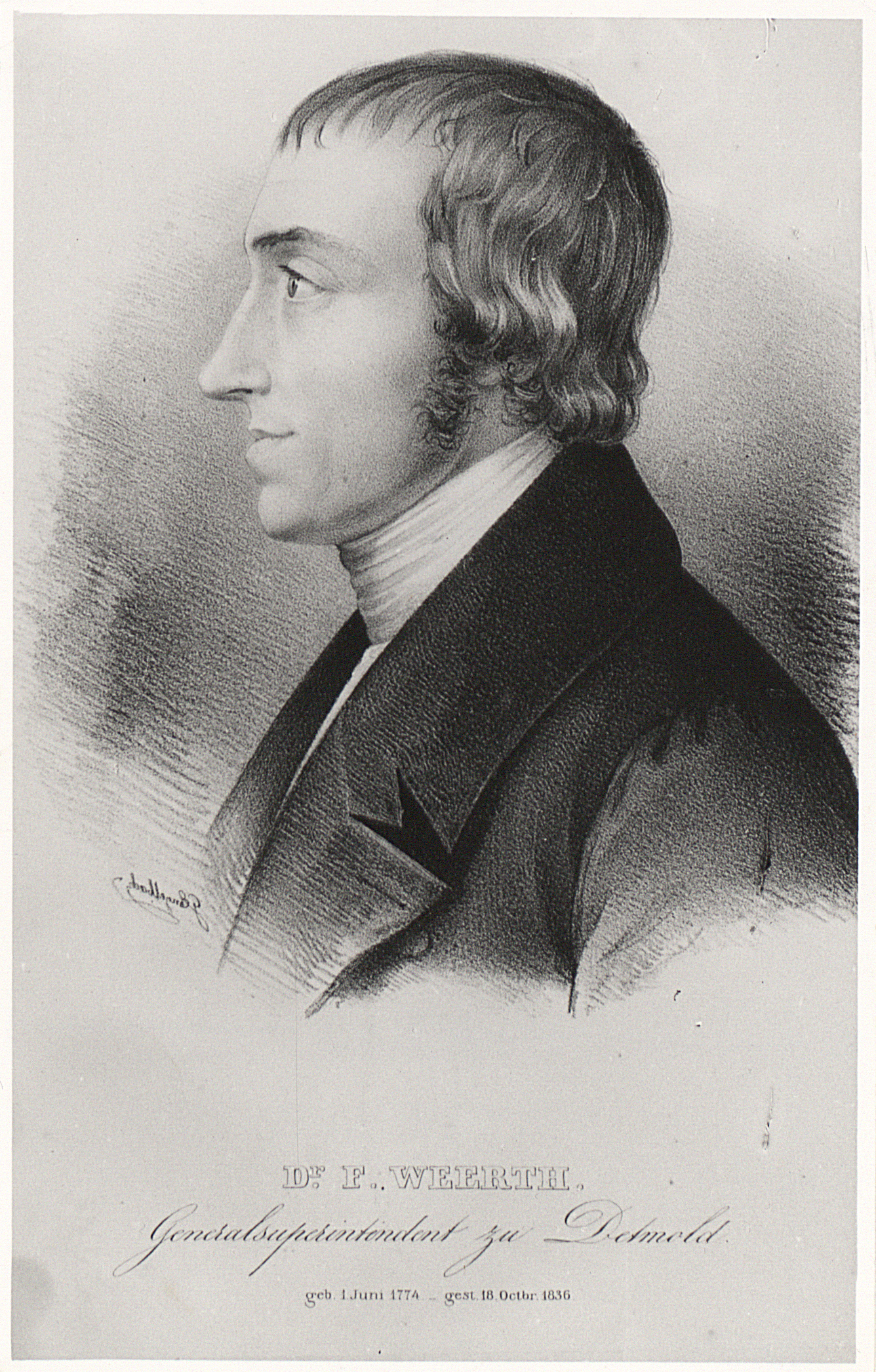
Ferdinand Weerth, Lithografie von Georg Engelbach

Ferdinand Weerth, auch Ferdinand aus’m Weerth genannt (* 1. Juni 1774 Gemarke (Barmen, heute Wuppertal); † 18. Oktober 1836 in Detmold) war ein deutscher reformierter Theologe und Schulreformer in Lippe.

## Leben und Wirken
Nach dem Studium der Theologie war Weerth von 1796 bis 1805 Pastor in Kettwig. Weerth wurde von Fürstin Pauline (Lippe) am 16. Dezember 1805 in Detmold in das Amt des  Generalsuperintendenten der lippischen Landeskirche berufen und blieb es bis zu seinem Tod 1836. Weerth war verheiratet und hatte fünf Kinder. Einer seiner Söhne war der Schriftsteller Georg Weerth, ein anderer der Theologe Carl Weerth.

## Werke
- Wie haben wir den Sonntag anzusehen und wie haben wir uns an ihm zu verhalten? : eine Predigt gehalten am 25ten September 1808 in der reformirten Kirche in Detmold. (LLB Detmold)
- Über die Elementar-Schulen im Fürstenthum Lippe. Ein historischer Bericht. Duisburg, Essen 1810 (LLB Detmold)

## Rezeption
Nach Ferdinand Weerth wurden in Kettwig die Ferdinand-Weerth-Straße sowie in Detmold die Weerthschule und der Weerth-Platz benannt. Auf dem Platz wurde ihm auch ein Denkmal in Form eines Obelisken gesetzt.